# Trupanea guttistella
Trupanea guttistella
 es una especie de insecto díptero que Erich Martin Hering describió científicamente por primera vez en el año 1951.
Esta especie pertenece al género Trupanea de la familia Tephritidae.